# Mellékvesevelő
A mellékvesevelő (latinul medulla glandulae suprarenalis) a mellékvese belső rétege, mely katekolamin hormonokat (adrenalint és noradrenalint) termel. A szimpatikus idegrendszer része. Fejlődéstanilag, szöveti felépítésében és működésében egyaránt elkülönül a mellékvesekéregtől.